# Valbuena de Duero
Valbuena de Duero est une commune de la province de Valladolid dans la communauté autonome de Castille-et-León en Espagne.

## Géographie
Le village de San Bernardo (es) est situé dans la commune. C'est dans ce village qu'est située l'Abbaye Sainte-Marie de Valbuena.

## Économie
Cette localité est vinicole, et fait partie de l'AOC Ribera del Duero.

## Sites et patrimoine
Les édifices notables de la commune sont :
- Muraille de Valbuena de Duero.
- Abbaye Sainte-Marie de Valbuena, située sur la rive droite du Duero à San Bernardo. C'est un monastère cistercien du XIIe siècle et dont les premiers moines arrivèrent de l'abbaye française de Berdoues, fille de celle de Morimond.
- Église paroissiale Santa María la Mayor del Castillo.
- Chapelle de San Roque.

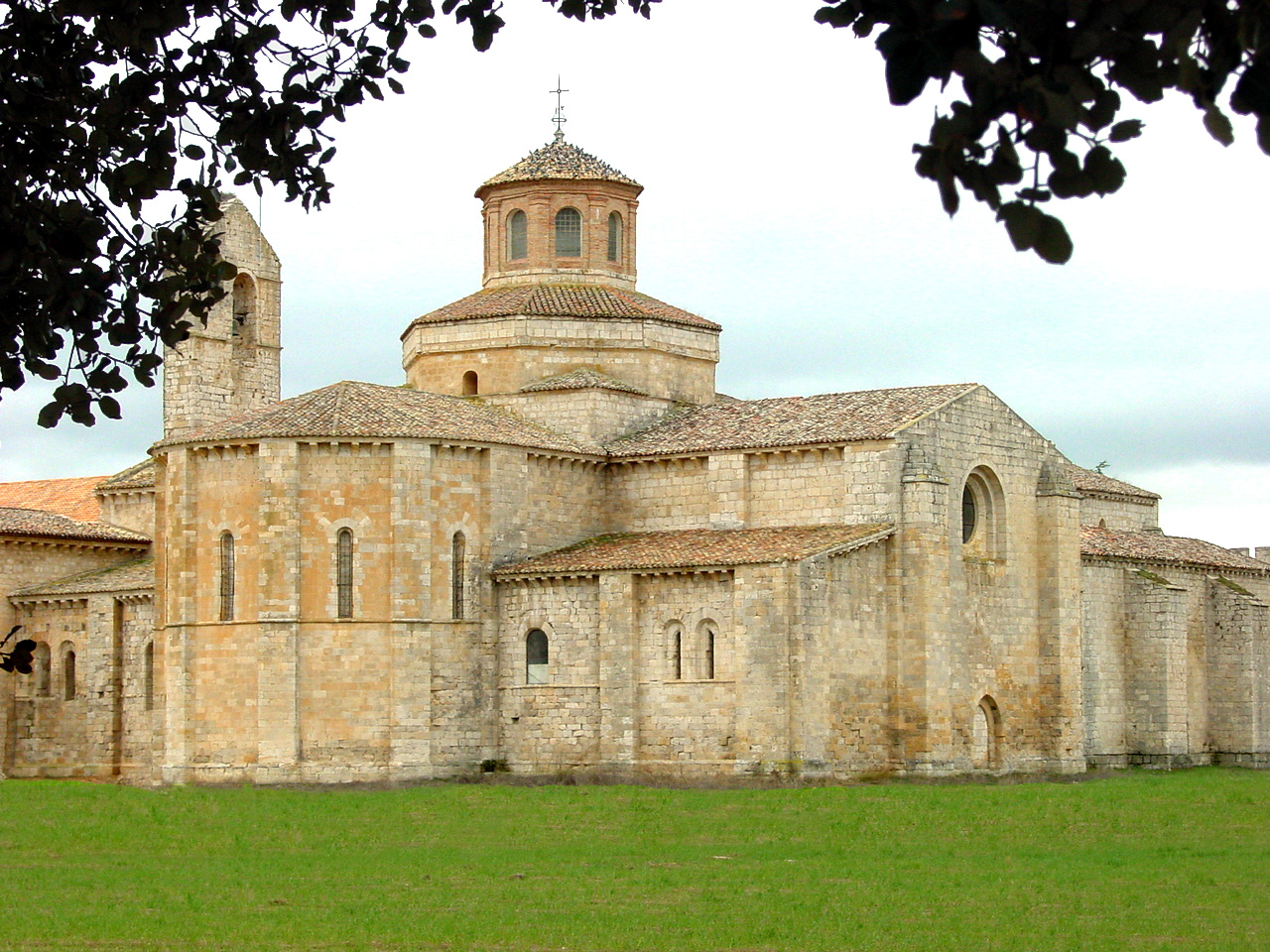
Abbaye Sainte-Marie de Valbuena.
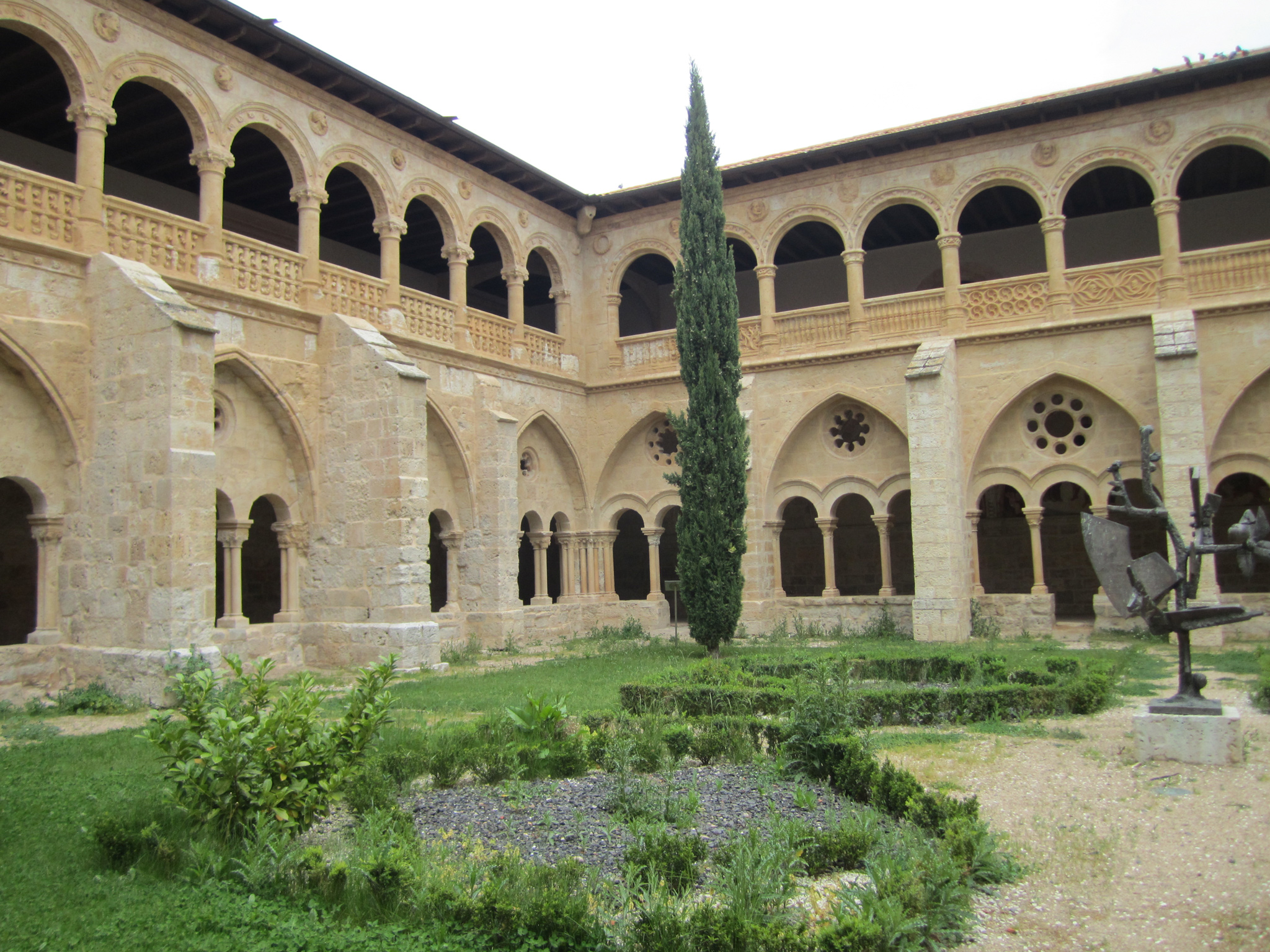
Cloître de l'abbaye.
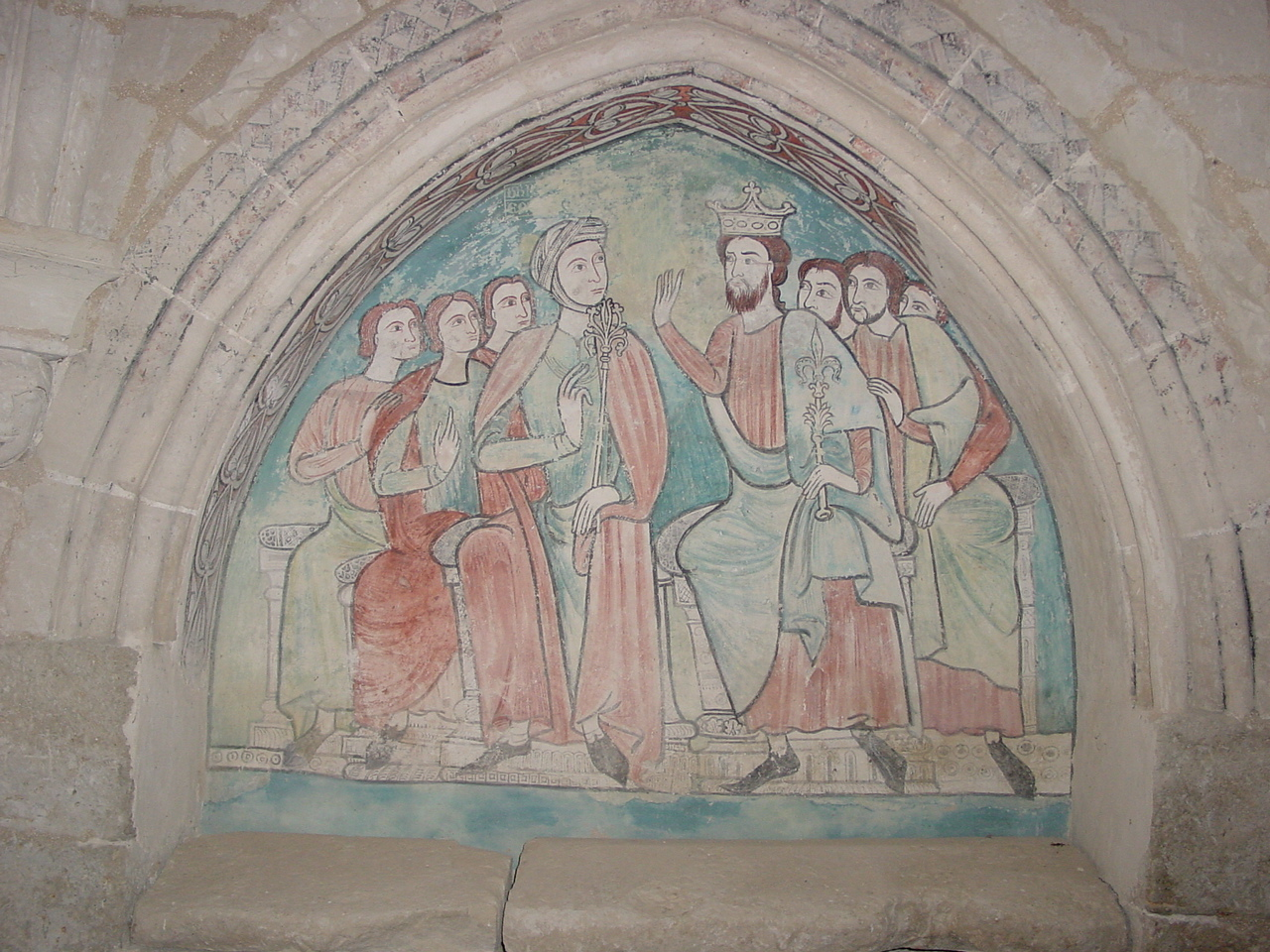
Détail d'une fresque gothique.
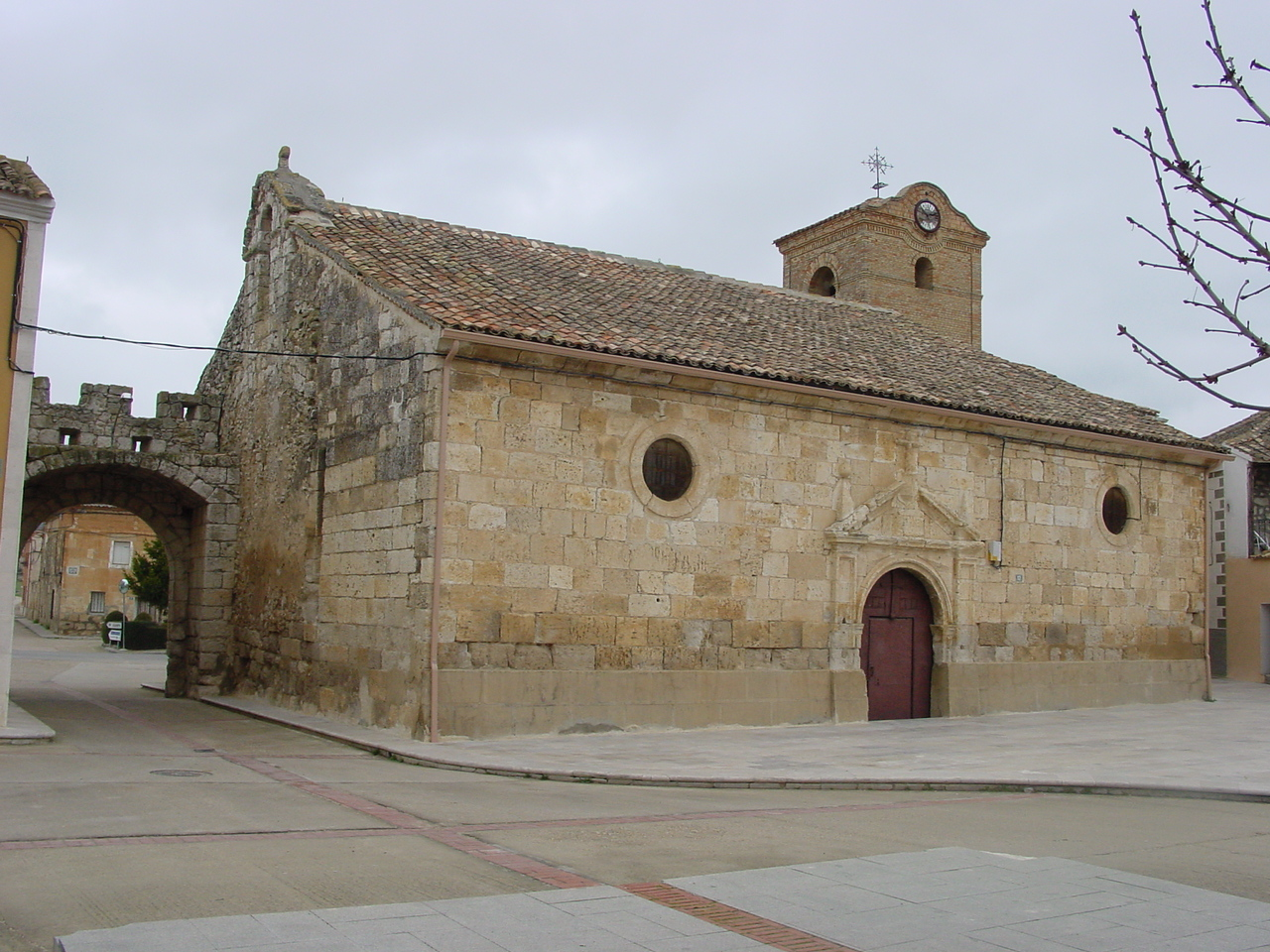
Église Santa María la Mayor del Castillo.